# Salar de Tara
El Salar de Tara es un salar situado a unos 150 km al este de la localidad de San Pedro de Atacama, Provincia de El Loa, en la Región de Antofagasta, Chile, no lejos de la frontera con Argentina. El salar tiene como principal afluente al río Zapaleri que viene del norte y convierte a la cuenca del salar en una de las dos cuencas altiplánicas que tienen superficie compartida por tres países.: 6 

## Ubicación
El salar se encuentra sobre la caldera del volcán Vilama a una altitud de 4300 sobre el nivel del mar y forma parte de la Reserva Nacional Los Flamencos. Para acceder al salar es necesario un vehículo todoterreno.
Las características morfométricas y climatológicas más relevantes del salar son:: II-77 
- altura: 4400 m
- superficie de la cuenca: 2035 km²
- superficie del salar: 48 km²
- superficie de la laguna 3 -25 km²
- precipitaciones: 150 mm/año
- evaporación potencial: 1500 mm/año
- temperatura media: 0 °C

## Historia
Luis Risopatrón describe su laguna en su Diccionario Jeográfico de Chile de 1924:: 869 
Tara (Laguna) 23° 00' 67° 17' Es alimentada por el rio Sapaleri, que le cae en su estremo NE. 134; 156; i Mapa 1 Arjentino de Límites, 1 : 1 000 000.

## Población, economía y ecología

### Flora y fauna
El salar tiene un rico biosistema de fauna, entre los que destacan flamencos, vicuñas, chululos, zorros culpeo, cuy de la puna, caitíes, chorlos de la puna, patos jergón, gaviotas andinas o gansos guallata, entre otros. Igualmente goza de una rica flora en la que destacan bofedales, coirón, paja amarilla, tola de agua y tola amaia.

### Otras atracciones
Al acceder al Salar desde la carretera 27 se pueden apreciar los Monjes de la Pacana, gigantescas formaciones rocosas verticales repartidas por el paisaje erosionadas por el viento. El propio salar de Tara está franqueado por las Catedrales de Tara, una formación masiva de roca.

Vista panorámica del salar.

## Galería de imágenes

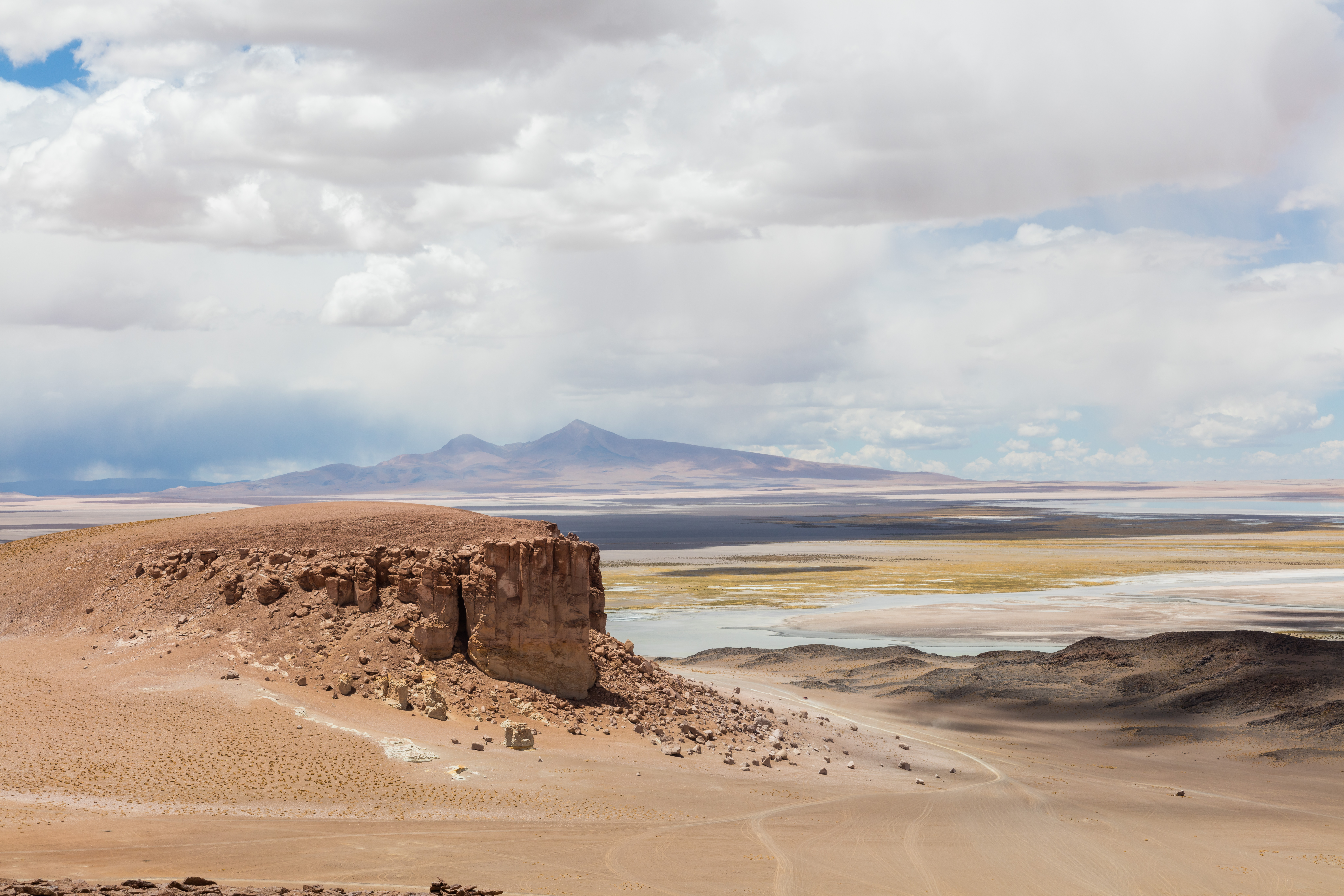
Catedrales de Tara.
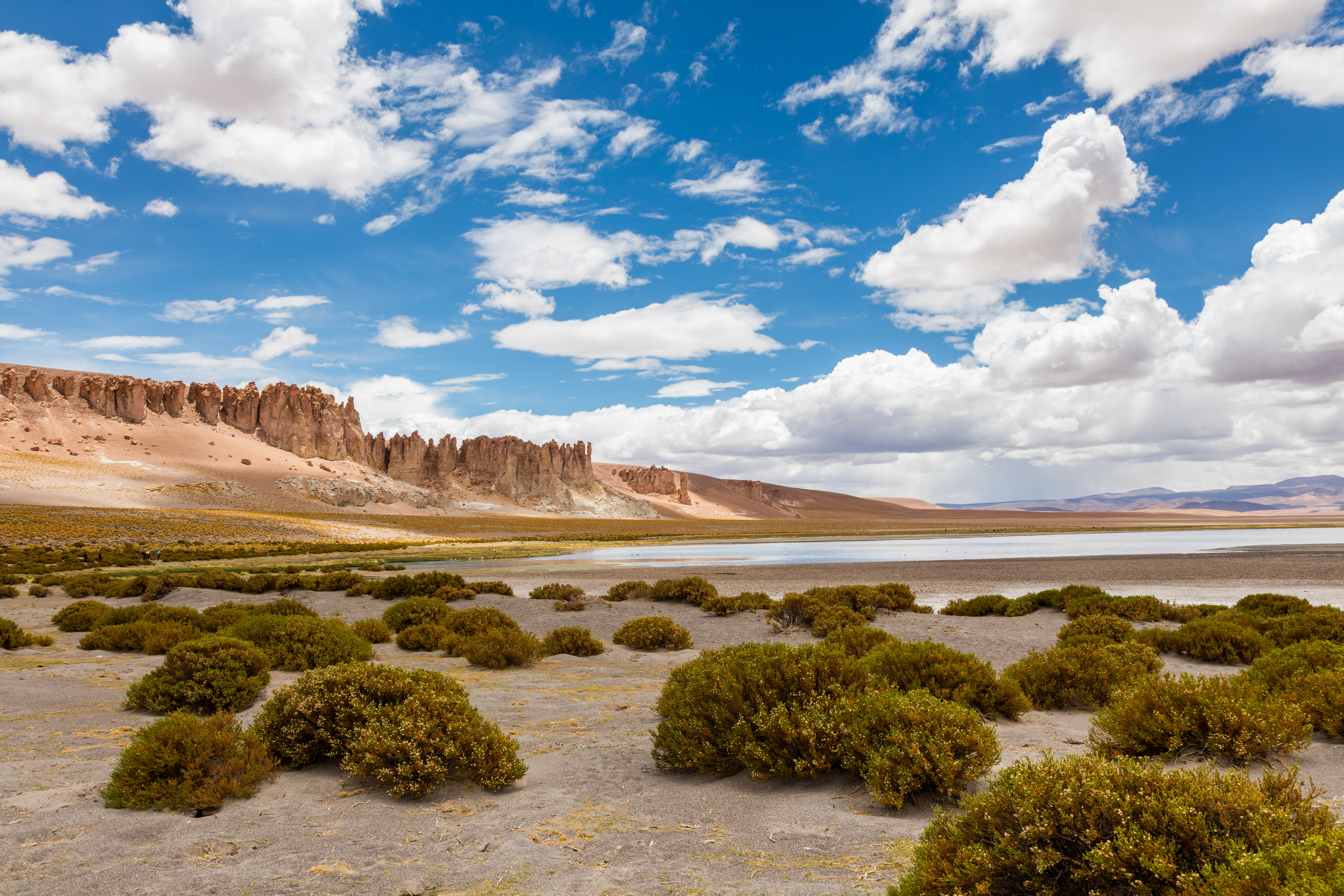
Catedrales frente al salar.
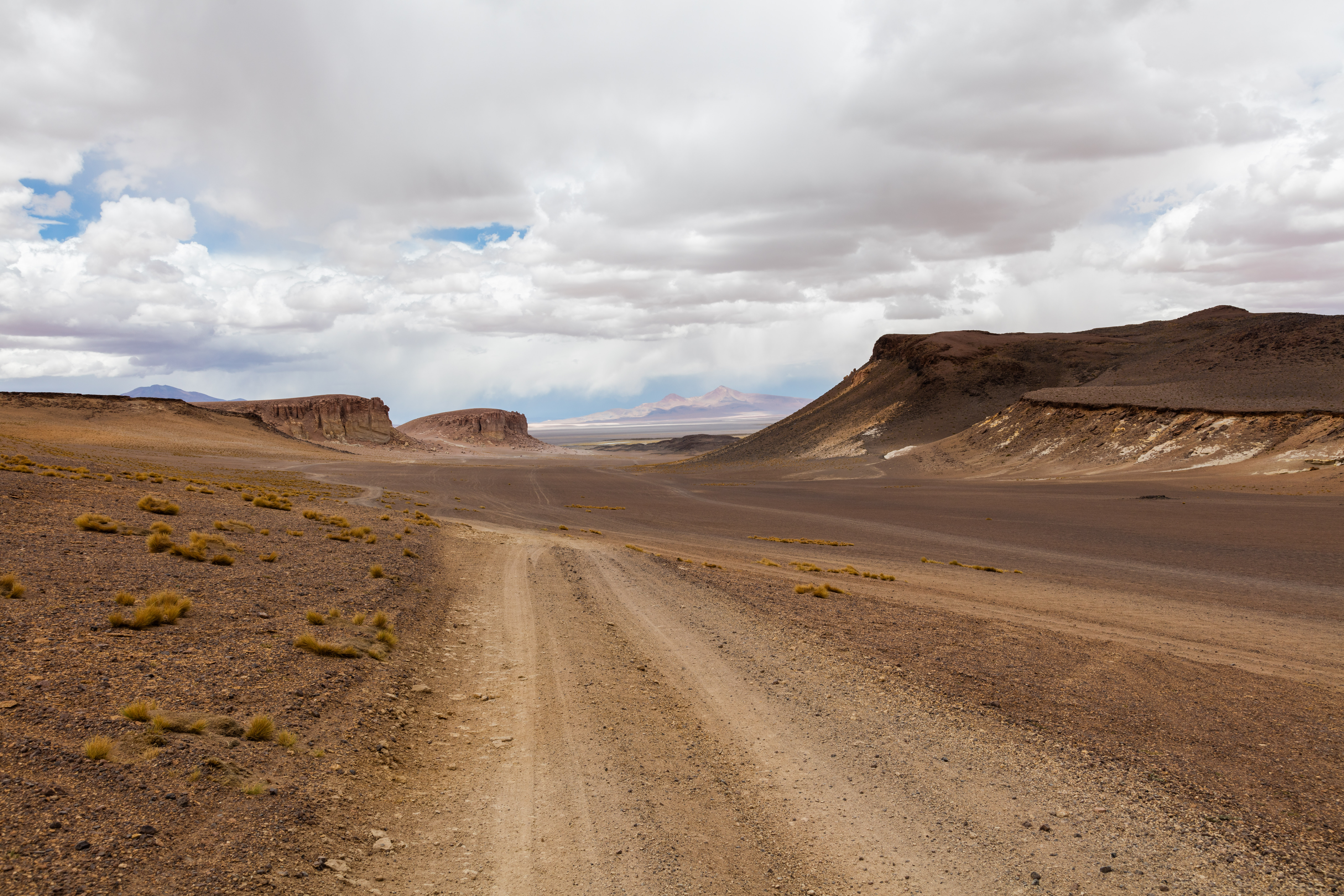
Trayecto al salar.
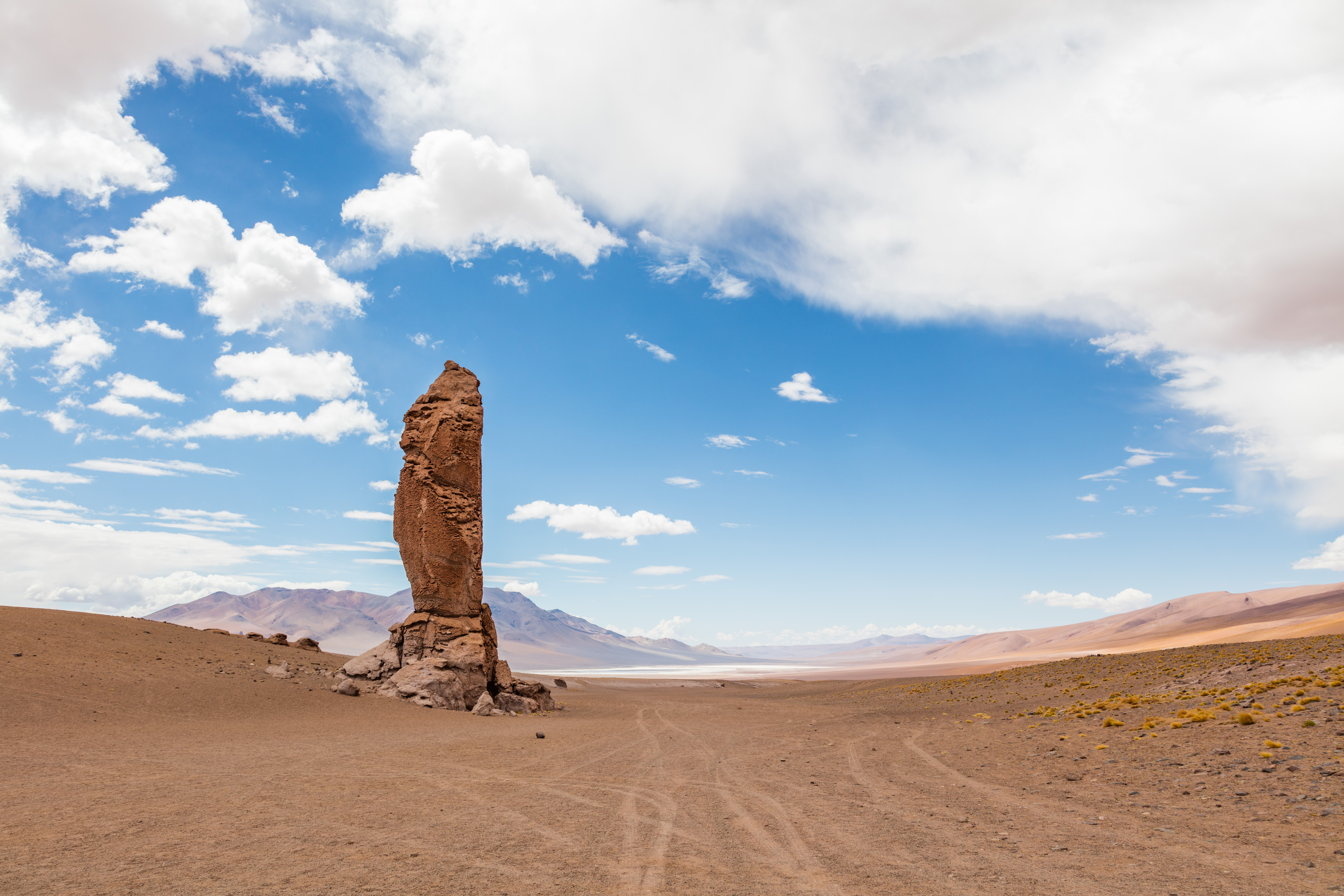
Monjes de la Pacana.
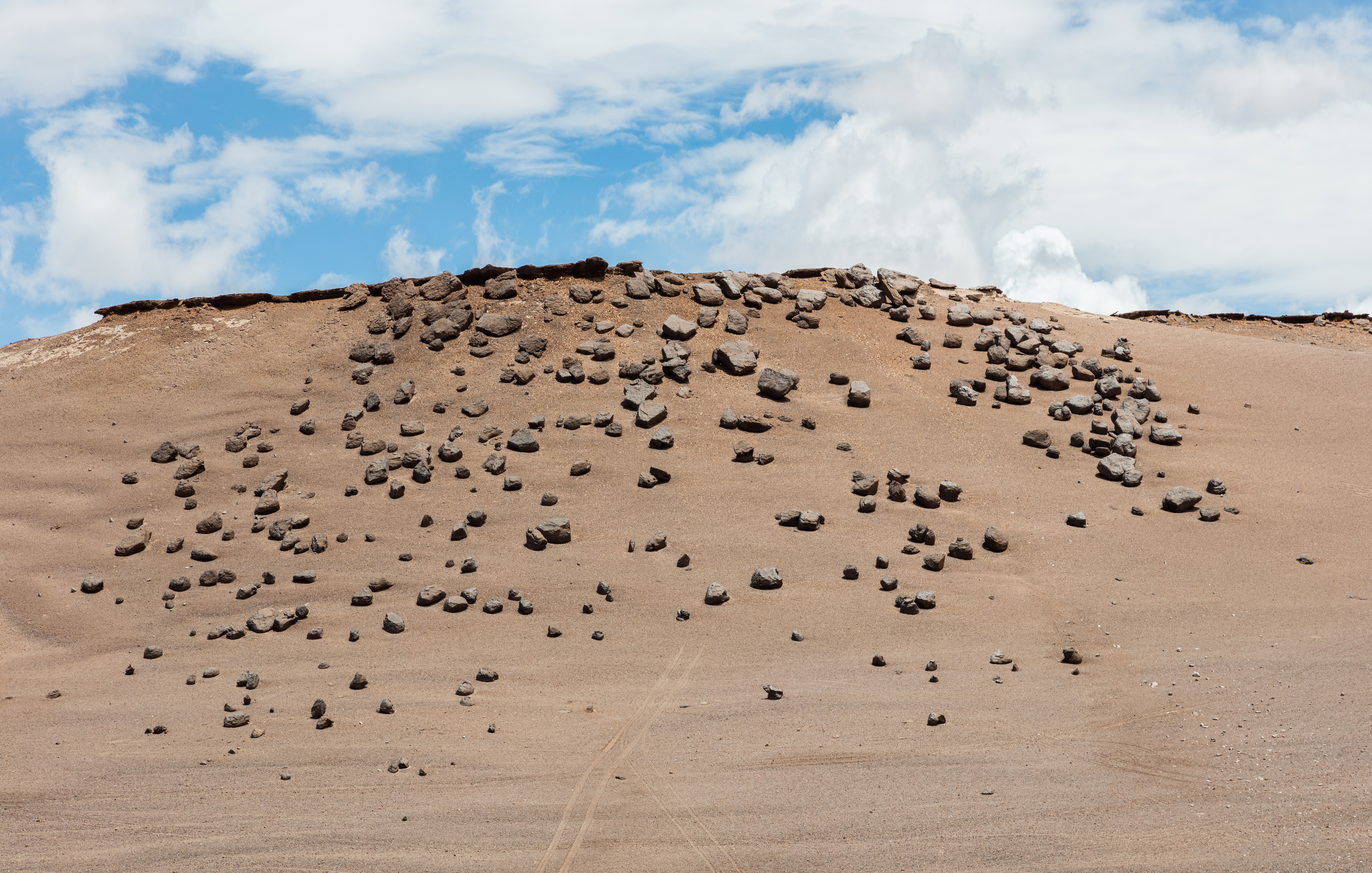
Curiosas formaciones rocosas cerca del salar.
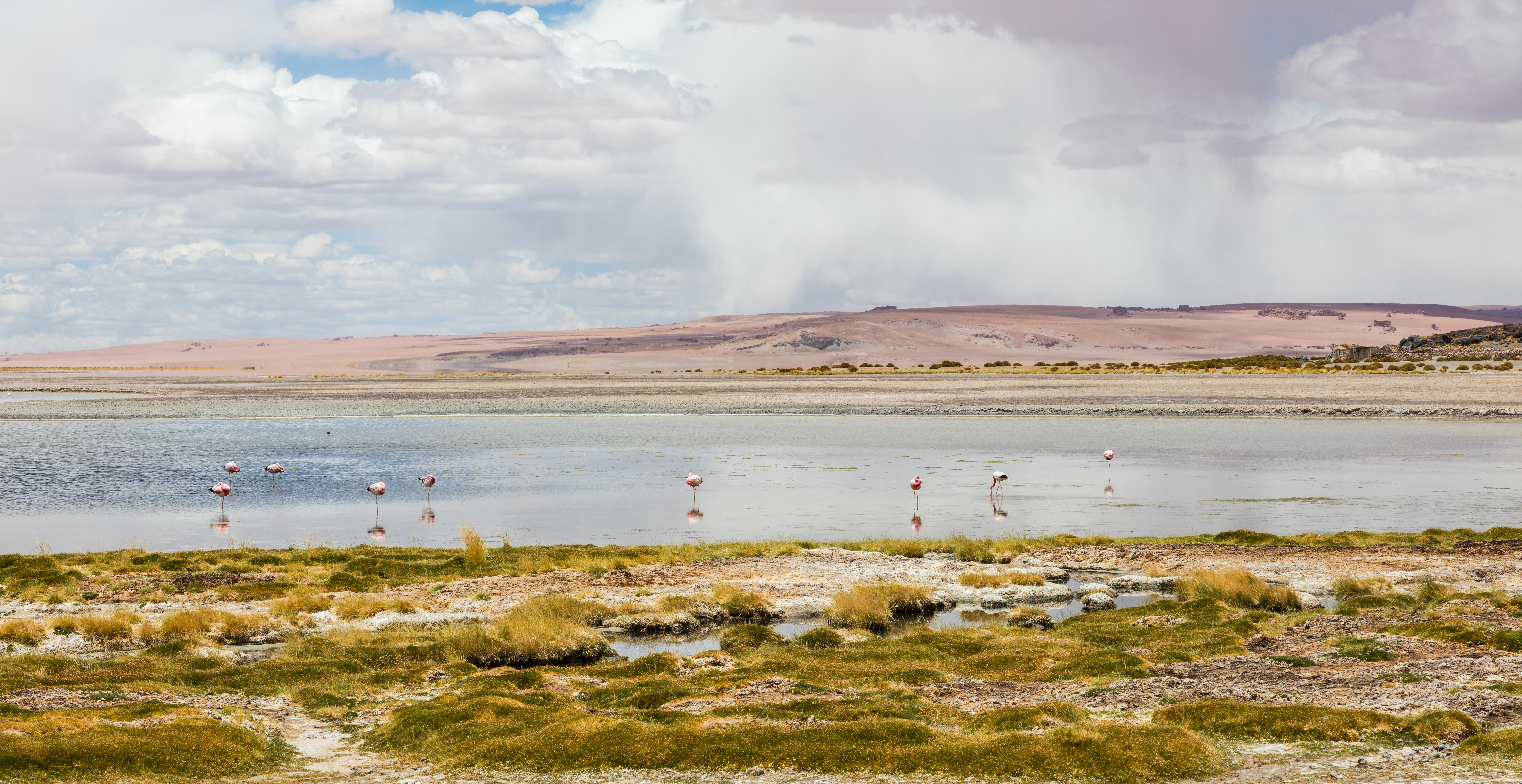
Flamencos en el salar.